# Distretto di El Amra
Il distretto di El Amra è un distretto della provincia di 'Ayn Defla, in Algeria.

## Comuni
I comuni del distretto sono:
- El Amra
- Mekhatria
- Arib